# Ketting (Sønderborg Kommune)
Ketting ist ein Ort mit 207 Einwohnern (2020) und Hauptort des Ketting Sogn in der süddänischen Sønderborg Kommune auf der Ostseeinsel Als. Ketting befindet sich (Luftlinie) etwa 1,5 km nordöstlich von Augustenborg, 6 km südwestlich von Fynshav und 7 km nordöstlich von Sønderborg.

## Namensherkunft
Der erstmals 1231 als Ketyngy erwähnte Ortsname besteht aus dem Personennamenbestandteil Katt (der wiederum von der Tierbezeichnung kat „Katze“ abgeleitet ist) und der Namensendung -ing, die eine Zugehörigkeit ausdrückt. Damit bedeutet der Ortsname so viel wie „die zu Katte gehörige Siedlung“.

## Sehenswürdigkeiten
Im Zentrum des Ortes liegt die etwa 800 Jahre alte Ketting Kirke.
1930 wurde ein Wiedervereinigungsstein (Genforeningsstenen) in Erinnerung an die Wiedervereinigung Nordschleswigs mit Dänemark 1920 aufgestellt.

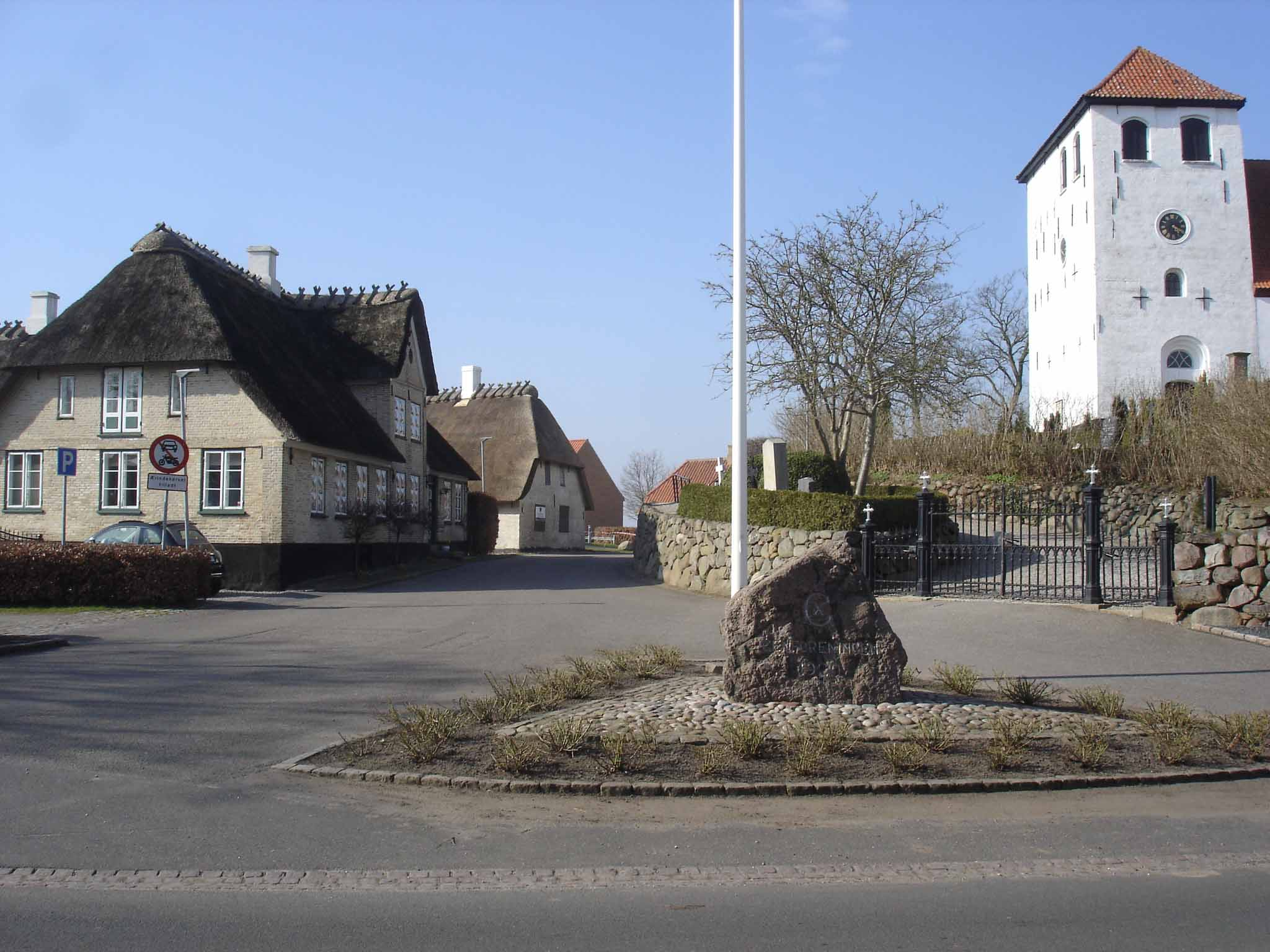
Wiedervereinigungsstein (Mitte) und Kirchturm (rechts)
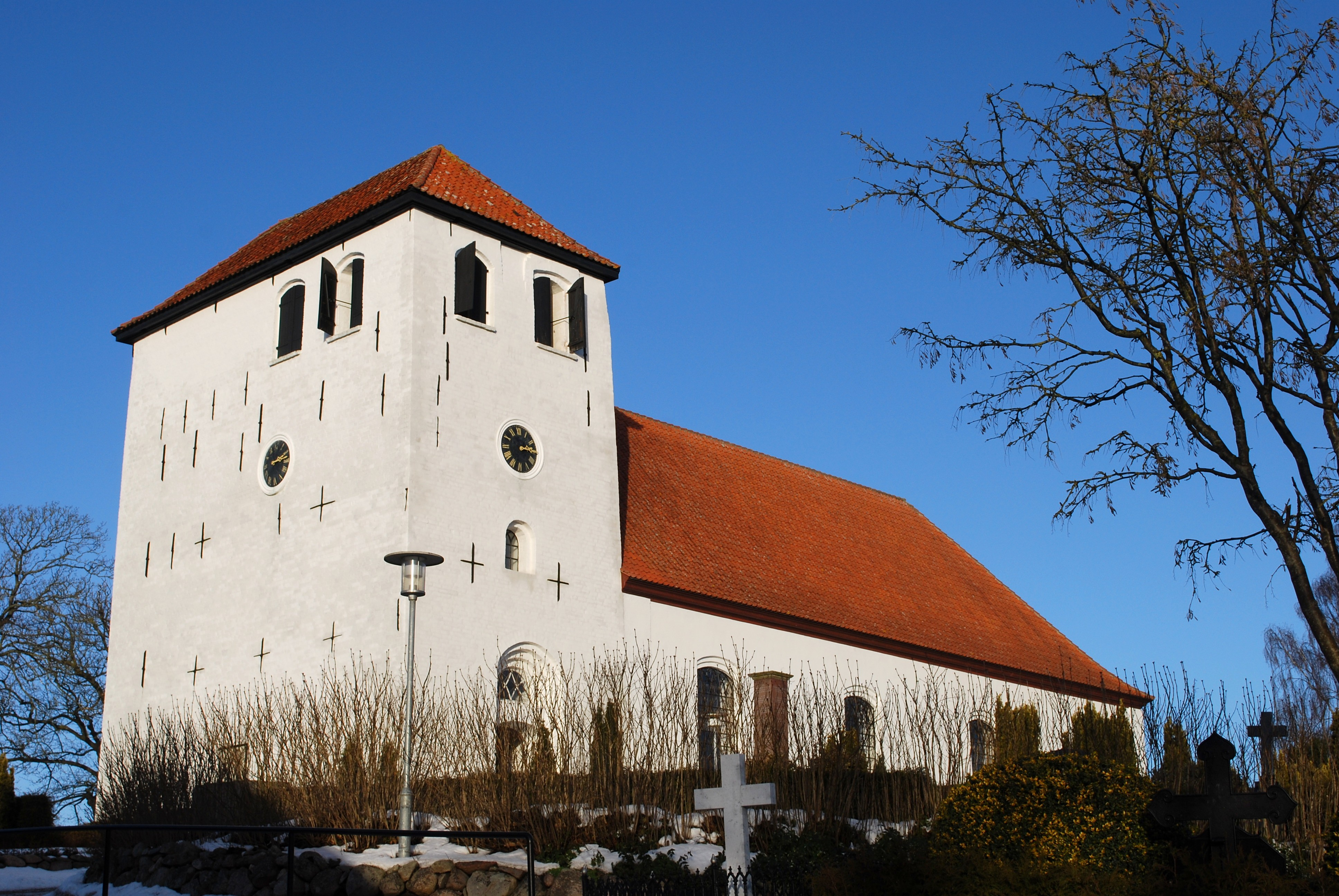
Die Ketting Kirke